# Enrique Jackson

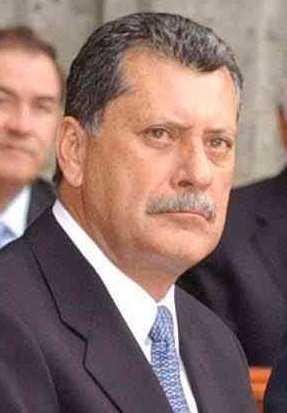
Enrique Jackson Ramírez

Lic. Jesús Enrique Jackson Ramírez (Los Mochis, 24 december 1945 – Mexico-Stad, 1 december 2021) was een Mexicaans politicus van de Institutioneel Revolutionaire Partij (PRI).

## Biografie
Jackson studeerde openbare administratie aan de Nationale Autonome Universiteit van Mexico (UNAM) en begon zijn politieke carrière op het ministerie van het Federaal District, dat destijds belast was met het bestuur van Mexico-Stad. Van 1985 tot 1988 was hij voorzitter van het toenmalige district Cuauhtémoc.
Van 1997 tot 2000 had hij zitting in de Kamer van Afgevaardigden. In 2000 werd hij gekozen in de Kamer van Senatoren, waar hij voorzitter van werd. In 2005 overwoog hij zich voor de PRI kandidaat te stellen voor de presidentverkiezingen van 2006, maar hij trok zich nog voor de voorverkiezingen terug.
In 2007 verloor hij de verkiezingen voor het partijvoorzitterschap aan Beatriz Paredes. 
Jackson overleed in Mexico-Stad op 75-jarige leeftijd aan een hartaanval.
- Library of Congress Control Number: no2010108462
- Virtual International Authority File: 128252441
- WorldCat: E39PBJxRCcKDj9MrJFJmX7mTpP